# Ярмыш, Иван Андреевич
Иван Андреевич Ярмыш (15 февраля 1925, Шамовка, Екатеринославская губерния — 3 апреля 1990, Киев) — советский легкоатлет (спортивная ходьба), призёр чемпионатов страны, участник летних Олимпийских игр 1952 года в Хельсинки. На Олимпиаде представлял СССР в ходьбе на 10 км. На предварительной стадии соревнования квалифицировался в финал с результатом 47:26.0. В финале показал результат 46:07.07, который позволил Ярмышу занять 6-е место.

## Выступления на чемпионатах СССР
- Чемпионат СССР по лёгкой атлетике 1950 года:
  - Спортивная ходьба на 20 километров —  (1.38.03,0);
- Чемпионат СССР по лёгкой атлетике 1952 года:
  - Спортивная ходьба на 50 километров —  (4:33.36);
- Чемпионат СССР по лёгкой атлетике 1953 года:
  - Спортивная ходьба на 50 километров —  (4:32.25,4);
- Чемпионат СССР по лёгкой атлетике 1954 года:
  - Спортивная ходьба на 50 километров —  (4:25.35,0);